# Поточе (Дівача)
Поточе (словен. Potoče) — поселення в общині Дівача, Регіон Обално-крашка, Словенія. Висота над рівнем моря: 561,7 м.